# 陳所敏
陳所敏（1533年—？），字吾達，江西撫州府金谿縣人，軍籍，明朝政治人物。

## 生平
嘉靖四十年（1561年）辛酉科江西鄉試第七十三名舉人，隆慶二年（1568年）中式戊辰科會試第一百四十六名，三甲第三十八名進士。授海寧縣知縣，升直隸太平府同知。

## 家族
曾祖陳昱；祖父陳鏞；父陳相，母余氏。永感下。